# اریک سونسون
اریک سونسون (انگلیسی: Erik Svensson؛ ۱۰ سپتامبر ۱۹۰۳ – ۲۲ سپتامبر ۱۹۸۶ (aged 83)) ورزشکار دو و میدانی اهل سوئد بود.
وی در مسابقات کشوری و بین‌المللی در مجموع برندهٔ ۲ مدال نقره شده‌است.